# John Monroe Van Vleck
John Monroe Van Vleck (4 de marzo de 1833 – 4 de noviembre de 1912) fue un matemático y astrónomo estadounidense, ligado durante más de medio siglo a la Universidad Wesleyana. El Observatorio Van Vleck de esta universidad lleva su nombre.

## Primeros años
Van Vleck nació en 1833 en Stone Ridge, Nueva York. Era hijo de Peter van Vleck (1806-1872) y de Ann Hasbrouck (1803-1854). Se graduó en la Universidad Wesleyana en 1850, y a continuación empezó a dar clases en la Academia de Greenwich. Obtuvo el grado de doctor en leyes por la Universidad del Noroeste en 1876. Entre 1851 y 1853 trabajó como ayudante en la Oficina del Almanaque Náutico.

## Carrera
Enseñó astronomía y matemáticas en la Universidad Wesleyana durante más de 50 años, sirviendo como profesor adjunto de matemáticas entre 1853 y 1857, como profesor de matemáticas y astronomía entre 1858 y 1904, y como profesor emérito entre 1904 y 1912. También desempeñó el cargo de presidente suplente de la universidad en dos períodos (1872-1873 y 1887-1889), así como la vicepresidencia (1890-1893).
En 1904 accedió a la vicepresidencia de la Sociedad Matemática Estadounidense.
Fue miembro de la Academia de Artes y Ciencias de Connecticut.
En 1869 participó en la expedición para observar un eclipse solar en Mount Pleasant, Iowa. Miembro de la Asociación Estadounidense para el Avance de la Ciencia, sus publicaciones incluyen "Tablas de posiciones lunares 1855-6" y "1878-91", y las "Tablas de posiciones de Saturno desde 1857 a 1877", formando parte del "Almanaque Náutico Estadounidense".

## Vida personal
Se casó con Ellen Maria Burr en 1854, quien moriría en 1899. Tuvieron un hijo (Edward Burr Van Vleck (1863-1943), un destacado matemático, docente en la Universidad de Wisconsin-Madison) y tres hijas (Anna, Clara y Jane).

## Eponimia
- El Observatorio Van Vleck en la Universidad Wesleyana lleva este nombre en su honor.
- El cráter lunar Van Vleck también conmemora su nombre.[10]